# كيلر كروك
كيلر كروك (بالإنجليزية: Killer Croc)‏ أو التمساح القاتل هو شخصية شرير خيالية يظهر في القصص المصورة التي تنشرها دي سي كومكس. ظهر للمرة الأولى في ديتكتيف كومكس سنة 1983. هو عدو البطل الخارق باتمان. مصاب بحالة وراثية نادرة تجعله يبدو مثل التمساحيات. أدى الممثل أديوالي أكينوي أجباجي دوره في فيلم الفرقة الانتحارية الذي صدر سنة 2016.